# Le Chant de la flamme
Pour plus de détails, voir Fiche technique et Distribution.
Le Chant de la flamme (Song of the Flame) est un film américain réalisé par Alan Crosland, sorti en 1930.

## Synopsis
Aniuta, connue sous le nom de la Flamme, est une paysanne qui incite le peuple contre le régime tsariste et l'aristocratie en chantant. Le prince Volodya, chef d'un groupe de cosaques, tombe amoureux de la jeune fille, bien qu'elle fasse partie d'une révolution qui s'oppose à sa classe sociale. Konstantin est un révolutionnaire qui tombe également amoureux d'Aniuta, à la grande colère de son amante, Natasha.
Les révolutionnaires réussissent à renverser le régime, laissant le prince et sa classe aristocratique en péril pour leurs vies et leurs fortunes. Konstantin devient le nouveau leader et son traitement brutal du peuple fait regretter à beaucoup d'entre eux d'avoir soutenu la révolution au départ. Après qu'il a tenté de la séduire, Aniuta s'enfuit dans un village de sa Pologne natale. Le prince, fuyant le nouveau régime, arrive par hasard dans le même village. Lorsqu'il rencontre à nouveau la jeune fille, il décide de rester. Ils mettent de côté leurs différences politiques et se lient d'amitié.
Apprenant par ses espions que le Prince se trouve dans un village polonais, Konstantin s'y rend immédiatement et l'arrête, annonçant qu'il va l'exécuter. Aniuta tente désespérément de libérer le Prince en acceptant d'avoir des relations sexuelles avec Konstantin. Le prince est libéré de prison grâce à cette ruse, mais lorsqu'on découvre qu'elle n'avait pas l'intention de respecter sa part du marché, elle est jetée en prison. Le prince se déguise et tente de libérer la jeune fille, mais il est découvert et emprisonné à nouveau. Avant qu'ils ne puissent être exécutés, Natasha, révélant la véritable raison de l'ordre d'exécution de Konstantin, demande aux troupes de libérer le prince et Aniuta. Peu après, Konstantin est arrêté par les troupes en tant que traître à la révolution et est exécuté, laissant le prince et la jeune fille libres de poursuivre leur idylle.

## Fiche technique
- Titre original : Song of the Flame
- Titre français : Le Chant de la flamme
- Réalisation : Alan Crosland
- Scénario : Gordon Rigby d'après l'opérette éponyme créée à Broadway en 1925 (lyrics et livret d'Oscar Hammerstein II et Otto A. Harbach)
- Société de production : Warner Bros. Pictures
- Musique de l'opérette originale : George Gershwin, Herbert Stothart
- Musique additionnelle : David Mendoza
- Photographie : Lee Garmes, John Alton (photographie additionnelle, non crédité)
- Décors de plateau : Anton Grot
- Montage : Alexander Hall
- Pays de production : États-Unis
- Format : Couleurs - 1,37:1
- Genre : Film musical, romance
- Durée : 96 minutes
- Date de sortie : 1930

## Distribution
- Alexander Gray : Prince Volodya
- Bernice Claire : Aniuta
- Noah Beery : Konstantin
- Alice Gentle : Natasha
- Bert Roach : Conte Boris
- Inez Courtney : Grusha
- Ivan Linow : un ami de Konstantin